# All I Have to Give
All I Have to Give is een single uit 1998 van de Backstreet Boys. Het was de laatste single van hun album Backstreet's Back.